# Tinca (Rumunia)
Tinca (węg. Tenke) – wieś w Rumunii, w okręgu Bihor, w gminie Tinca. W 2011 roku liczyła 4614 mieszkańców.